# Той, хто біжить по лезу (роман Нурса)
«Той, хто біжить по лезу» (англ. The Bladerunner) — це науково-фантастичний роман Алана Е. Нурса 1974 року про підпільні медичні послуги та контрабанду. Роман став джерелом назви для фільму «Той, хто біжить по лезу» 1982 року, котрий є екранізацією роману «Чи мріють андроїди про електричних овець?» Філіпа К. Діка, причому жодних сюжетних запозичень екранізація не мала.

## Сюжет
Головний герой роману — клишоногий Біллі Гімп, котрий постачає «леза» Доку (доктор Джон Лонг) на медичному чорному ринку.
Події розгортаються у світі, у якому медичні послуги є безплатними, але доступні лише тим, хто має право на лікування за євгенічними законами. Серед умов для отримання медичної допомоги стерилізація. Жодна законна медична допомога не доступна тим, хто не відповідає вимогам закону і/або не бажає проходити процедуру стерилізації (включно для дітей після п'яти років). Такі обмеження призвели до появи підпільного медичного обслуговування і чорного ринку медичних товарів для підпільників, що зазвичай діють вночі.
Серед нижчого класу спалахує епідемія. Біллі повинен врятувати своє місто від чуми.

## Стосунок до фільму «Той, хто біжить по лезу»
У 1979 році Вільяму С. Берроузу доручили написати обробку для можливої екранізації. Сценарій дістав назву «„Той, хто біжить по лезу“ (фільм)». Його основою Берроуз визнав роман «Нурс».
Фільм за режисурою Берроуза не було створено, але Хемптон Фанчер, сценарист фільму за мотивами роману Філіпа К. Діка 1968 року «Чи мріють андроїди про електричних овець?», мав у своєму розпорядженні копію цього сценарію. Фанчер запропонував назву «Той, хто біжить по лезу» замість попередніх робочих назв екранізації твору Діка: «Андроїд» та «Небезпечні дні». У фільмі «Той, хто біжить по лезу» 1982 року цей термін не пояснюється, а його сюжет не має зв'язку з історіями Нурса та Берроуза. Рідлі Скотт придбав усі права на назву «Той, хто біжить по лезу», пов'язані із романом Нурша. 
Два більш коротких оповідання Діка, «Самозванець» і «Окрема думка» екранізували 2002 року — «Прибулець» і «Особлива думка» відповідно. Обидва фільми зображують медичну контрабанду та підпільні медичні процедури серед нижчого класу, як у романі Нурка, — цих елементів не було в жодному з творів Діка.